# Amatori Rugby Milano
El Amatori Milano fue un club italiano de rugby de la ciudad de Milán que desapareció en 2011.
El club nació el año 1927 como una sección del Inter de Milán, consiguiendo numerosos títulos nacionales a lo largo de sus primeros años. Después de descender en 1969 de la categoría máxima, en los años 90 volvió a resurgir y a conquistar títulos formando parte ahora de la estructura del AC Milan.
El Amatori Milano conquistó su 18º y último título de Top12 en la temporada 1995-1996. Sin embargo en 1998 cedió sus derechos deportivos al Rugby Calvisano, y el club tuvo que ser refundado en el año 2002. 
Actualmente el club milita en la Serie A, que es la segunda categoría del rugby italiano, desde que en 2008 obtuvo los derechos deportivos para competir en esa categoría tras la disolución del Rugby Leonessa 1928, y aspira a ascender al Top12.
Desde el año 2010, el Amatori Milano disputa sus partidos en el histórico estadio Arena Civica, situado en el centro de Milán, construido en el año 1807.

## Títulos
- Campeonato Italiano de Rugby = (18) 1928-29, 1929-30, 1930-31, 1931-32, 1932-33, 1933-34, 1935-36, 1937-38, 1938-39, 1939-40, 1940-41, 1941-42, 1942-43, 1945-46, 1990-91, 1992-93, 1994-95, 1995-96
- Copa Italiana de Rugby = (1) 1994-95